# Смит, Дональд, 1-й барон Страткона
Дональд Александр Смит, 1-й барон Страткона и Маунт-Ройал (англ. Donald Alexander Smith, 1st Baron Strathcona and Mount Royal; 6 августа 1820, Форрес, Великобритания — 21 января 1914, Лондон) — британский и канадский предприниматель, политик, дипломат и филантроп. Многолетний деятель Компании Гудзонова залива, занимавший в ней посты верховного комиссара, директора и губернатора, президент Bank of Montreal и Burmah Oil/Anglo-Persian Oil, один из создателей и руководителей Канадской Тихоокеанской железной дороги. Личный посланник премьер-министра Канады в переговорах 1870 года с метисами Ред-Ривер, впоследствии депутат Законодательного собрания Манитобы и Палаты общин Канады и Верховный комиссар Канады в Великобритании. Член Тайного совета королевы для Канады (1896), рыцарь-командор (1886) и рыцарь Большого креста (1896) ордена Святых Михаила и Георгия, рыцарь Большого креста Королевского Викторианского ордена (1908), рыцарь справедливости ордена Святого Иоанна Иерусалимского (1910), член Лондонского королевского общества и лауреат медали Альберта (1904).

## Биография
Дональд Смит родился в 1820 году на северо-востоке Шотландии, в Форресе (графство Мори), в семье ремесленника Александра Смита и Барбары Стюарт. Дональд был вторым из трёх сыновей в семье, где родились также три дочери. Окончив местную среднюю школу, в 16 лет поступил на службу в контору городского секретаря, где провёл следующие два года жизни.
В 1838 году под впечатлением от успехов мехоторговца Джона Стюарта, приходившегося ему дядей со стороны матери, Смит поступил на службу в Компанию Гудзонова залива и отплыл в Нижнюю Канаду. По прибытии в Северную Америку он начал работать учеником клерка в Лашине и Тадусаке. В 1842 году Смит стал клерком, и на следующий год ему было вверено управление сеньорией Минган к востоку от Тадуссака, территория которой простиралась до побережья Лабрадора. Его работа на этом посту была критически оценена губернатором Компании Гудзонова залива Джорджем Симпсоном во время инспекции в 1845 году, но он продолжал отправлять свою должность до конца 1847 года. Его зрение пострадало во время пожара в 1846 году, и он отправился в Монреаль за медицинской помощью. Врачи, впрочем, посчитали потерю зрения незначительной, и действия Смита, оставившего вверенный ему округ, снова вызвали раздражение Симпсона.
В начале 1848 года Смита направили в округ Эскимо-Бей в помощь главному фактору округа Лабрадор Уильяму Ноурсу. До весны 1852 года он возглавлял факторию в Риголете, а затем сменил Ричарда Хардисти в должности главного торгового агента округа. На протяжении некоторого времени он сожительствовал с Изабеллой Хардисти, дочерью своего предшественника от союза с индианкой. Вторично Изабелла вернулась к Смиту после короткого брака с Джеймсом Грантом, в котором родился сын Джеймс. В 1854 году Изабелла родила у дочь — Маргарет Шарлотту. В официальных документах датой их брака значится 9 марта 1853 года, хотя церемонию гражданского бракосочетания провёл сам Смит лишь в 1859 году, а зарегистрирован брак был в 1896 году в Нью-Йорке. Смит дал пасынку свою фамилию и неоднократно в дальнейшем оказывал ему помощь.
Хотя и на новом месте методы администрирования Смита периодически вызывали недовольство Симпсона, он проявил себя с лучшей стороны. Благодаря ему Компания Гудзонова залива на Лабрадоре добавила к торговле пушниной другие прибыльные предприятия, включая добычу лосося и морские перевозки. В 1862 году Смит был назначен главным фактором округа Лабрадор. В этом качестве он стал чаще бывать в штаб-квартире компании в Монреале, где с 1865 года наладил деловые отношения со своим родственником Джорджем Стефеном. В 1868 году новые владельцы Компании Гудзонова залива — Международное финансовое общество — назначили Смита ответственным за восточные операции компании; его представления о диверсификации совпадали с их стремлением инвестировать в экономическое развитие управляемых территорий.
В 1869 году было заключено соглашение о продаже территорий под управлением Компании Гудзонова залива недавно образованному Доминиону Канада. Перспектива присоединения к Канаде вызвала сопротивление со стороны общины метисов в колонии Ред-Ривер во главе с Луи Риэлем, заключивших под стражу ряд сторонников присоединения. Премьер-министр Канады Макдональд направил Смита как высокопоставленного сотрудника Компании Гудзонова залива в Ред-Ривер вести переговоры с метисами. Тому удалось предотвратить казнь инсургентами нескольких членов проканадской части общины и договориться с собранием депутатов Ред-Ривер об условиях присоединения к Канаде (включая создание территориального самоуправления и гарантии получения земельных наделов).
После переговоров с метисами Смит был назначен председателем совета Северного департамента Компании Гудзонова залива, в этом качестве отвечая за завершение передачи контроля над территориями Канаде. Он представлял интересы сотрудников компании и акционеров, проживающих в Северной Америке. Большинство акционеров осталось довольно результатами соглашений о разделе дивидендов, заключённых от их имени, хотя было и мнение, что Смит принёс интересы американских акционеров в жертву собственной карьере. По завершении процесса он был назначен верховным комиссаром Компании Гудзонова залива и на него была возложена задача по её преобразованию в земельно-колонизационную компанию. В начале 1870-х годов Смит модернизировал транспортную сеть компании, в частности организовав перевозки грузов по озёрам Виннипег и Виннипегосис принадлежащими ей пароходами. Одновременно он играл важную роль в развитии экономики Манитобы — провинции, сформированной по итогам его миссии в Ред-Ривер. Только за 1872 год Смит стал одним из создателей Банка Манитобы, Центральной телеграфной компании и Страховой компании Манитобы. Он также активно участвовал в строительстве новых железных дорог как на территории самой Манитобы, так и связывающих её с США.
Одновременно с этим Смит, на чьём счету была успешная миссия посредника между правительством канады и метисами Ред-Ривер, продолжил карьеру в политике. В октябре 1870 года лейтенант-губернатор Манитобы Арчибальд включил его в состав исполнительного совета (правительства) Манитобы, а в декабре того же года он выиграл выборы в Законодательное собрание Манитобы от Виннипега и Сент-Джонса. Уже в марте 1871 года на довыборах от Манитобы в Палату общин Канады Смит, представляя Либерально-консервативную партию, стал депутатом от Селкирка, затем подтвердив депутатский статус на общих выборах 1872 года. В канадском парламенте он не играл заметной роли, в основном выступая по вопросам, касающимся Манитобы и Северо-Западной территории. Малой активности Смита способствовало и охлаждение отношений с Макдональдом, от которого он тщетно пытался добиться возврата средств, потраченных в ходе миссии в Ред-Ривер. До 1874 года Смит одновременно был депутатом федерального и провинциального парламентов, освободив место в Законодательном собрании Манитобы после принятия закона, запрещающего подобную практику.
В ходе Тихоокеанского скандала Смит отказал в поддержке консервативному правительству и после его падения баллотировался в парламент от Селкирка в 1874 и 1878 годах как либерал, оба раза одержав победу с небольшим преимуществом. Его счёт к правительству Канады был оплачен только в 1875 году. Победа на выборах 1878 года, одержанная с разницей лишь в 10 голосов, была опротестована в суде, и в сентябре 1880 года Смит проиграл перевыборы, на некоторое время покинув политику.
Деловая и политическая активность Смита вне сферы интересов Компании Гудзонова залива вызывала недовольство её руководства, которое в итоге разделило операции по торговле пушниной и колонизации новых земель, оставив Смита во главе последних. В 1878 году он вновь представлял североамериканских акционеров и работников на переговорах с советом директоров в Лондоне, добившись относительно приемлемого для своих поручителей результата. На следующий год Смит подал в отставку с поста комиссара земельных владений компании, сохранив за собой лишь должность консультанта. Постепенно он скупал всё больше акций Компании Гудзонова залива, увеличив их количество с 2000 до 4000 в период между 1883 и 1891 годами и уже в 1889 году став крупнейшим акционером. Это позволило ему в 1889 году занять пост губернатора компании.

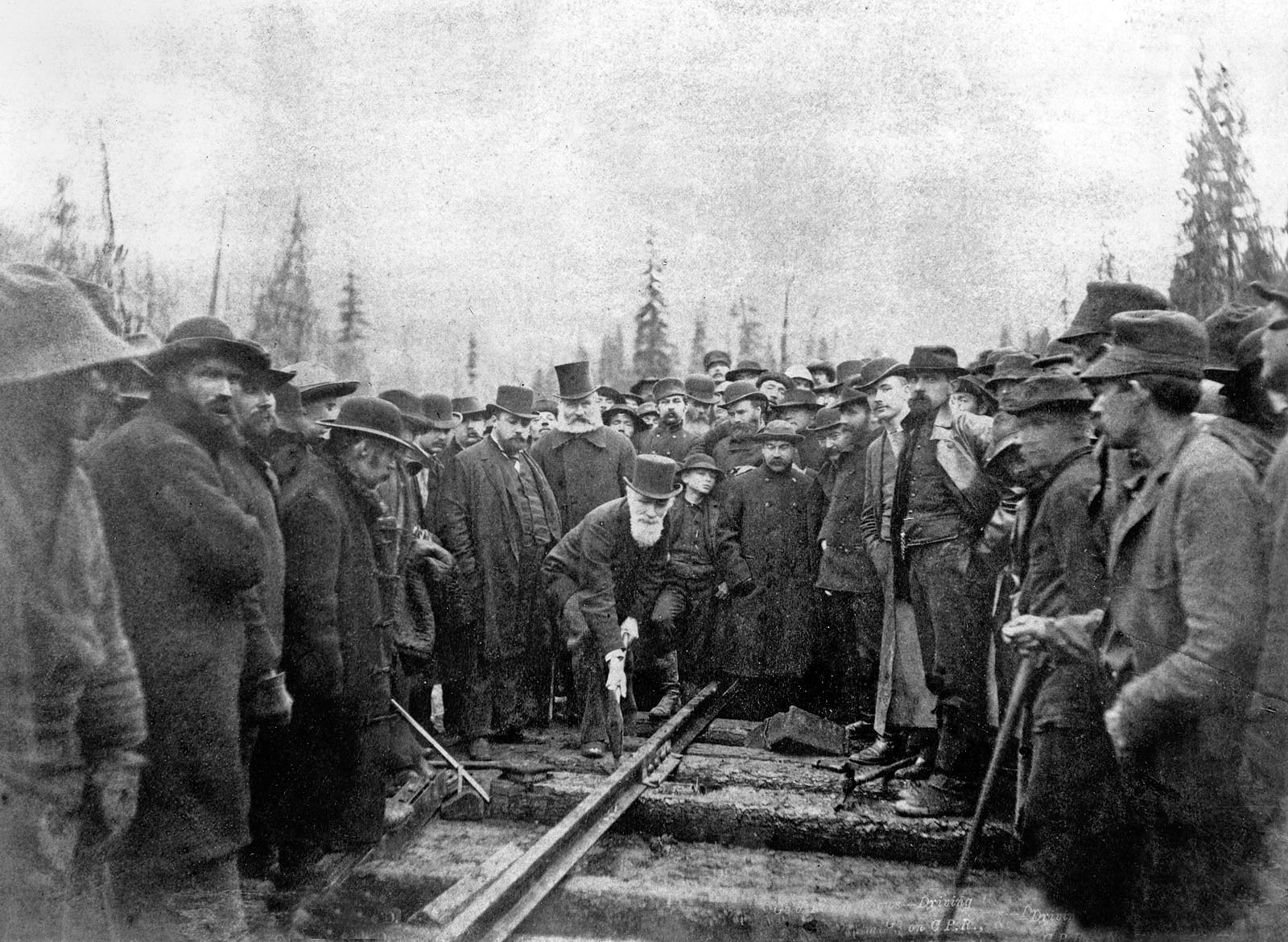
Церемония последнего костыля на CPR, 7 ноября 1885 года

В 1880 году правительство Канады, которое вновь возглавлял Макдональд, заключило контракт с синдикатом во главе с Джорджем Стефеном на постройку Канадской Тихоокеанской железной дороги (CPR). Смит играл в этом синдикате одну из главных ролей, но в силу его натянутых отношений с консерваторами его участие поначалу не афишировалось. Тем не менее в 1883 году он официально вошёл в совет директоров предприятия, а позже, когда у CPR возникли проблемы с финансированием, использовал собственные сбережения, заложив даже принадлежавшие ему дома, чтобы предотвратить банкротство. В то время как многие директора CPR в этот период её оставили, Смит вместе со Стефеном сумел довести строительство до конца; именно ему 7 ноября 1885 года было поручено вбить последний костыль в полотно дороги, завершивший её постройку. В ходе строительства и по его окончании Смит инвестировал в развитие связанных с CPR предприятий, а также в недвижимость в Ванкувере — конечном пункте дороги на Западном побережье Канады. Он также участвовал в развитии железных дорог на севере США, к началу 1900-х годов став одним из крупнейших акционеров железнодорожного холдинга Дж. Дж. Хилла — общая стоимость акций в его собственности на тот момент превышала 6,2 млн долларов.
Смит также занимал высокое положение в Банке Монреаля. Уже в 1872 году он вошёл в состав его совета директоров, в 1882 году стал вице-президентом, а в 1887 году — президентом. В отличие от других компаний, однако, его влияние на политику банка было небольшим. В 1904 году Смит подал в отставку с должности президента, взамен получив пост почётного президента, который сохранил до самой смерти. Его финансовый опыт позволял ему занимать руководящие посты и в других предприятиях подобного рода — так, в 1891 году он стал первым президентом Монреальской инвестиционной компании (впоследствии Montreal Trust Company), а в 1899 году — президентом Royal Trust Company и входил в советы директоров многих других финансовых и транспортных организаций. На протяжении нескольких лет Смит был владельцем газеты Manitoba Free Press, а в 1882 году безуспешно пытался установить контроль над крупнейшей газетой Торонто The Globe.
В 1887 году Смит вновь стал депутатом Палаты общин Канады — теперь как независимый консерватор от Западного Монреаля, повторив этот успех четыре года спустя. Канадский биографический словарь указывает, что его победа была одержана с самым большим отрывом от конкурентов среди всех избирательных округов на выборах 1891 года. В 1896 году Смит снова выступил как посредник в Манитобе, пытаясь достичь соглашения между правительством Томаса Гринуэя и местными католиками, возражавшими против введения в провинции единой системы публичных светских школ. Эта миссия, в отличие от предыдущей, окончилась неудачей. В том же году премьер-министр Канады Макензи Боуэлл рассматривал Смита как своего возможного преемника, но тот отклонил это предложение и вместо этого был назначен Верховным комиссаром Канады в Великобритании.

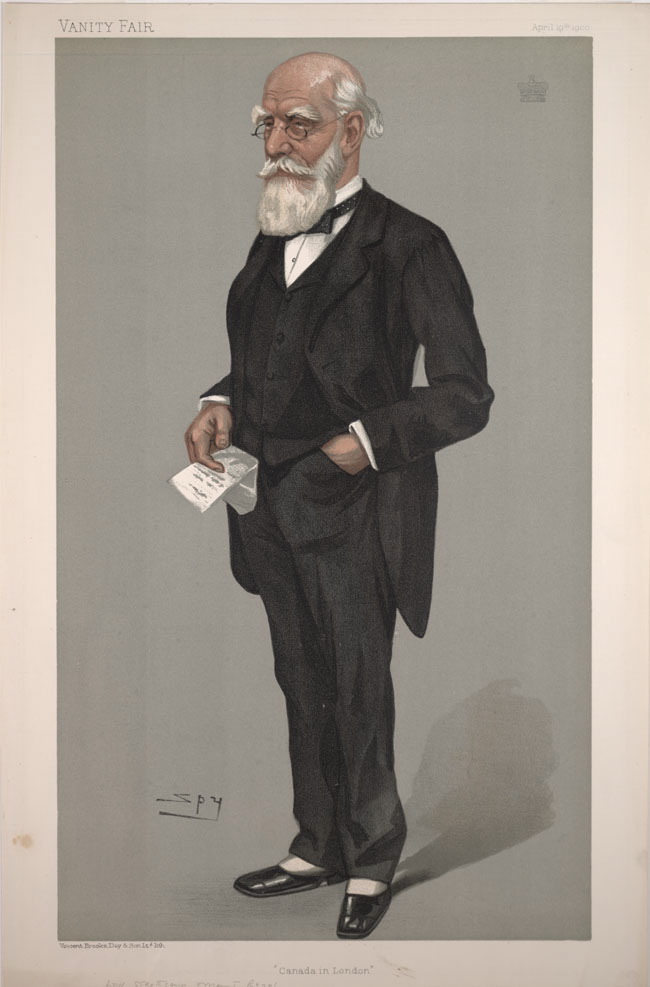
«Канада в Лондоне», карикатура 1900 года в журнале Vanity Fair

На посольской должности в Лондоне Смит остался и после смены правительства в Канаде, когда к власти пришли либералы Вильфрида Лорье. Лорье позволил министрам в своём кабинете вести переговоры с Лондоном напрямую, минуя ведомство Верховного комиссара, что в итоге послужило причиной конфликта между Смитом и министерством внутренних дел в вопросе привлечения в Канаду новых иммигрантов из Европы и британских владений. В 1900 году, в ходе англо-бурской войны, когда назревал дипломатический конфликт вокруг отказа Канады послать войска в Африку, Смит по собственной инициативе и за свой счёт вооружил полк, укомплектованный добровольцами из Канады, но входящий в структуру британских вооружённых сил. Этот шаг позволил правительству Лорье сохранить лицо, но был встречен резкой критикой со стороны антиимпериалистических сил в Канаде во главе с Анри Бурассой. Сформированный Смитом полк существует до настоящего времени и носит название Королевского канадского конного полка лорда Стратконы. Смит предложил уйти в отставку с поста Верховного комиссара в Великобритании в 1909 году, но остался на нём по просьбе Лорье. В 1911 году, когда премьер-министром Канады стал консерватор Роберт Лэрд Борден, Смит вновь предложил уйти в отставку, но и новый премьер-министр её не принял, и Смит оставался на посту Верховного комиссара в Великобритании до самой смерти.
Благодаря высокой репутации Смита в финансовых кругах и его популярности в Великобритании после бурской войны он был в 1904 году приглашён участвовать в формировании синдиката на основе компании Burmah Oil, целью которого был поиск и добыча нефти в Персии. Смит вложил в синдикат значительную сумму денег и в 1909 году стал крупнейшим акционером и первым президентом компании Anglo-Persian Oil. Благодаря его влиянию в Лондоне эта компания стала основным поставщиком горючего для Королевского военно-морского флота. Он же инициировал объединение Anglo-Persian Oil с Royal Dutch Shell и убедил правительство Великобритании приобрести две трети акций получившегося в результате концерна — зародыша будущей British Petroleum.

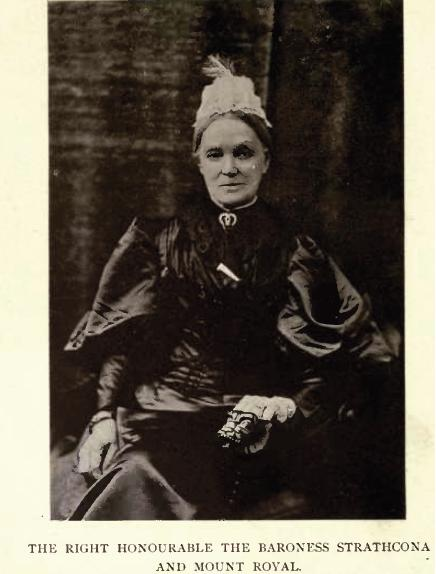
Баронесса Страткона и Маунт-Ройял, 1911 год

Происхождение и внебрачные связи Изабеллы Смит привели к тому, что к ней с презрением относились в лондонском высшем свете. Смит был постоянно вынужден бороться за репутацию жены; ему пришлось прибегнуть к угрозам судом, чтобы заставить издателей удалить упоминания о её индейских корнях и их раннем сожительстве из нескольких биографий. Изабелла умерла в ноябре 1913 года, а Дональд скончался в Лондоне от инсульта два месяца спустя, в январе 1914 года. Супруги были похоронены в роскошном фамильном мавзолее на лондонском Хайгейтском кладбище. Суммарное наследство Смита составило почти 29 миллионов долларов, в том числе 26,5 миллионов в доверительных фондах на имя его наследников и преемников.

## Благотворительная деятельность
Дональд Смит был известен как один из наиболее значительных филантропов начала XX века, в общей сложности пожертвовав более 7,5 миллионов долларов на благотворительные цели. Его благотворительная деятельность началась в 1883 году, когда он пожертвовал 30 тысяч долларов Трафальгарскому институту — школе для девочек в Монреале. В 1880 году Смит и Стефен пожертвовали миллион долларов на строительство публичной больницы в Монреале, за 86 тысяч купив для неё участок на холме Мон-Руаяль. После того, как больница открылась в 1893 году, Смит в 1897—1898 годах пожертвовал ей ещё миллион долларов в ценных бумагах Большой Северной железной дороги. В 1902 году он пожертвовал 200 тысяч фунтов стерлингов Больничному фонду короля Эдуарда, задачей которого была поддержка больниц Лондона (аналогичную сумму внёс Стефен).

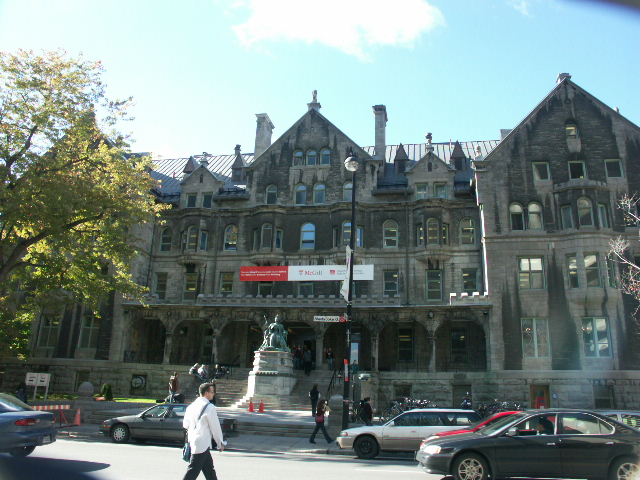
Здание Королевского Викторианского колледжа (Монреаль), ныне Музыкальный корпус Страткона

Крупнейшим получателем пожертвований Смита стал Университет Макгилла в Монреале. Уже в 1883 году он пожертвовал 50 тысяч долларов на медицинскую программу Макгилла. После того, как в 1888 году его дочь Маргарет вышла замуж за Роберта Говарда, сына декана медицинского факультета Макгилла, семья Смитов продолжала жертвовать деньги факультету, в общей сложности за годы жизни Дональда доведя сумму пожертвований до 750 тысяч. В 1884 году Смит подарил университету 50 тысяч долларов на двухгодичный отдельный курс обучения для женщин — первый в истории Макгилла. Первых женщин-студенток Макгилла в честь филантропа называли Дональдами (англ. Donaldas). В 1886 году Смит внёс в бюджет университета ещё 70 тысяч долларов, оплатив тем самым третий и четвёртый годы обучения для студенток. В 1896 году он выделил 300 тысяч на строительство отдельного колледжа для учащихся-женщин — Королевского Викторианского колледжа, — а позже увеличил свои финансовые обязательства до миллиона долларов. Он также оплатил строительство на территории Университета Макгилла здания для Организации христианской молодёжи (YMCA), получившего имя Страткона-холл, и передал министерству милиции и обороны 100 тысяч долларов на строительство учебного корпуса для офицеров. Вскоре после первых пожертвований Смита включили в состав совета попечителей университета, а в 1888 году он был избран канцлером.
Другими учреждениями высшего образования, получавшими пожертвование от Смита, стали Бирмингемский университет (50 тысяч фунтов в 1889 году); Манитобский университет (земельный участок в 1870-е годы и 20 тысяч долларов в 1904 году); Абердинский университет (где как канцлер в 1906 году Смит оплатил строительство нового зала для торжеств, а также пожертвовал 30 тысяч фунтов входящему в его состав Маришаль-колледжу); Йельский университет (500 тысяч долларов); и другие вузы в Канаде, Великобритании и США. За свой вклад Смит был удостоен почётных учёных степеней от 14 учреждений высшего образования.
Будучи любителем музыки, Смит учредил стипендию для студентов из Канады в лондонском Королевском колледже музыки, а также стипендии в вузах Монреаля. По совету министра милиции и обороны Фредерика Бордена он учредил фонд, известный как Фонд Страткона (англ. Strathcona Trust), из средств которого финансировались физкультурные программы и уроки военной подготовки в школах Канады, а также развитие кадетского движения в стране; в этот фонд Смит внёс в общей сложности более полумиллиона долларов. Он также финансировал развитие бойскаутских организаций Канады. Помимо здания YMCA в Монреале он потратил 150 тысяч долларов на строительство аналогичных зданий в ещё четырёх провинциях Канады. Ещё одним адресатом пожертвований Смита был доктор Уилфред Томасон Гренфелл, создатель сети миссионерско-медицинских постов на побережье Ньюфаундленда и Лабрадора, обслуживавших потребности коренного населения. Организации Гренфелла лорд Страткона пожертвовал один за другим два парохода, которые использовались как плавучие госпитали.

## Признание заслуг
Предпринимательская и политическая деятельность Дональда Смита принесла ему многочисленные награды и звания. В 1886 году за свою роль в строительстве Канадской тихоокеанской железной дороги он был произведён в рыцари-командоры ордена Святых Михаила и Георгия, а через десять лет — в рыцари Большого креста этого ордена. В том же году он стал членом Тайного совета королевы для Канады.
В 1897 году было принято решение о введении Смита в число пэров. Предприниматель, недавно приобретший в собственность земли в Шотландии в районе Гленко, хотел вначале именоваться бароном Гленко, однако его убедили отказаться от этой идеи из-за того, что это название было связано с резнёй 1692 года. В итоге Смит стал бароном Страткона, избрав для титула гэльское название всё того же Гленко. В 1900 году его пэрство было сделано наследственным, что позволяло передать титул его дочери и её потомкам мужского пола.

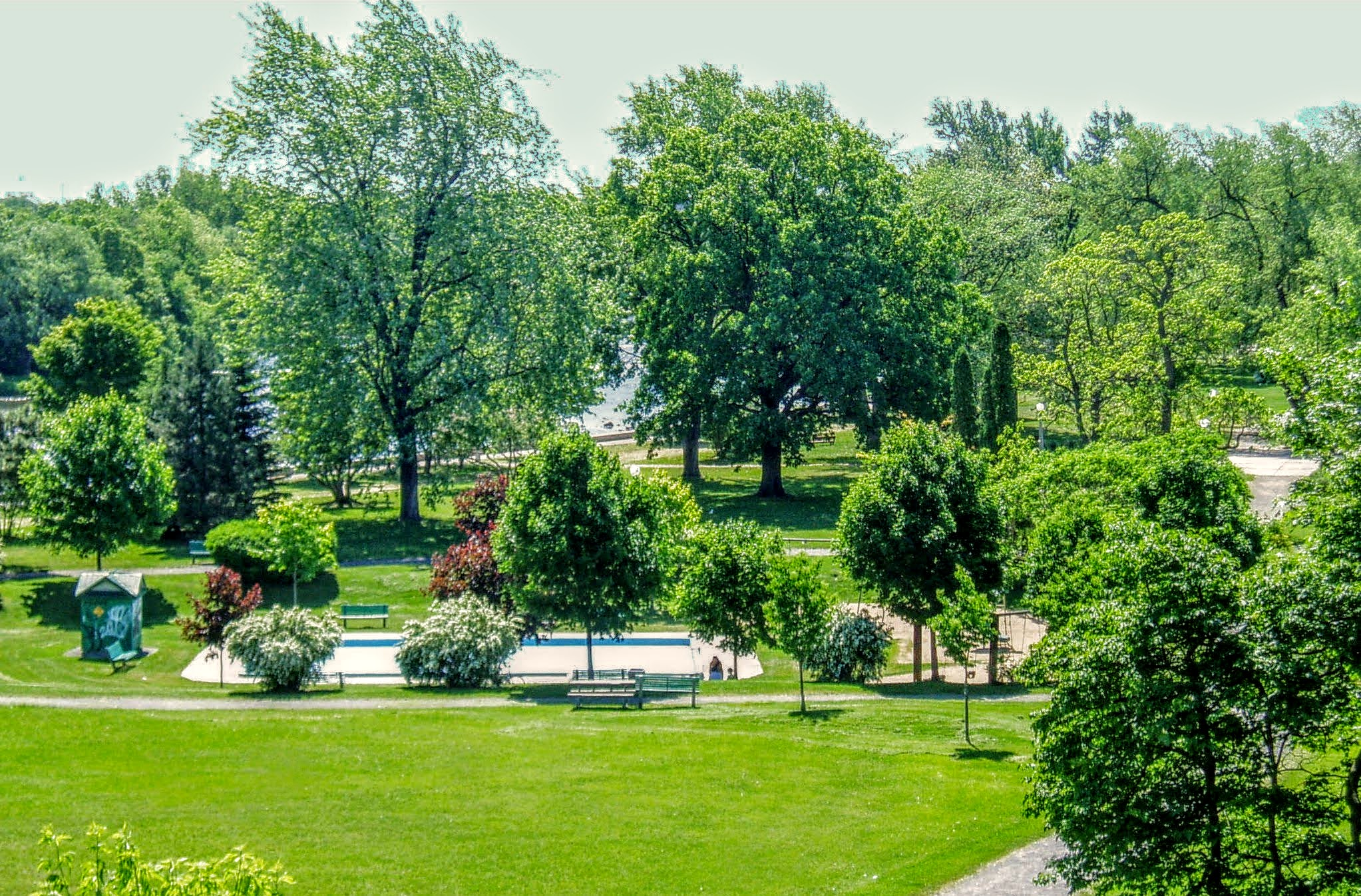
Парк Страткона (Оттава)

В 1904 году Смит был избран членом Лондонского королевского общества, наградившего его медалью Альберта за заслуги в развитии железных дорог. В 1908 году он был произведён в рыцари Большого креста Королевского Викторианского ордена, а ещё через два года в рыцари справедливости ордена Святого Иоанна Иерусалимского.
В честь первого барона Страткона названы три улицы в Виннипеге — Дональд, Смит и Страткона, а также сельский муниципалитет Страткона в Манитобе.